# Bracodídeos
Bracodídeos (Brachodidae) é uma família de insectos da ordem Lepidoptera.

## Géneros
- Atractoceros
- Brachodes
- Callatolmis
- Euthorybeta
- Gora
- Hoplophractis
- Jonaca
- Miscera
- Nigilgia
- Palamernis
- Paradoxecia
- Phycodes
- Polyphlebia
- Procerata
- Pseudocossus
- Sagalassa
- Sisyroctenis
- Synechodes
- Tegna